# Ksenia Solo

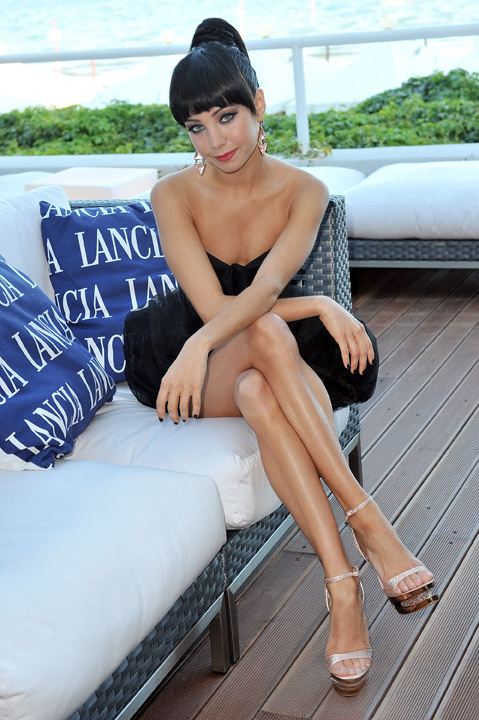
Ksenia Solo (2010)

Ksenia Solo (lettisch: Ksenija Solo, * 8. Oktober 1987 in Riga, Lettische SSR) ist eine kanadische Schauspielerin.

## Leben
Solo wuchs in Kanada auf. Ihre Mutter ist Ballerina und Theaterschauspielerin.
Sie tanzte Ballett, bis sie im Alter von 14 Jahren aufgrund einer Rückenverletzung aufhörte.
Ihre Schauspielkarriere begann zu Beginn der 2000er Jahre mit Auftritten in verschiedenen Fernsehserien und -filmen. In den Jahren 2004 bis 2008 übernahm sie eine wiederkehrende Rolle in der Serie Renegadepress.com. 2010/2011 spielte sie in Life Unexpected mit. In den Jahren von 2010 bis 2015 spielte sie die Rolle der Kenzi in der Serie Lost Girl. Anschließend stieß sie für 2 Jahre zum Cast der Serie Turn: Washington’s Spies und übernahm eine wiederkehrende Rolle in der dritten Staffel von Orphan Black. Seit 2019 ist sie in der Serie Project Blue Book des amerikanischen Senders History zu sehen.
Gelegentlich tritt Solo auch in Kinoproduktionen auf. 2010 spielte sie in Black Swan, 2011 war sie in The Factory dabei und 2016 verkörperte sie die weibliche Hauptrolle in Pet – Wenn du etwas liebst, lass es nicht los.
Sie lebt in Los Angeles.

## Filmografie (Auswahl)

### Kino
- 2003: The Republic of Love
- 2010: Black Swan
- 2012: The Factory
- 2016: Pet – Wenn du etwas liebst, lass es nicht los (Pet)
- 2017: Another You
- 2017: Die wunderbare Reise der Lucy – Auf der Suche nach Fellini (In Search of Fellini)
- 2017: Tulipani: Love, Honour and a Bicycle (Tulipani: Liefde, Eer en een Fiets)

### Fernsehen
- 2000: I Was a Sixth Grade Alien (Fernsehserie, 1 Folge)
- 2000: Mission Erde: Sie sind unter uns (Earth: Final Conflict, Fernsehserie, 1 Folge)
- 2001: My Louisiana Sky
- 2001: Stürmische Zeiten (What Girls Learn)
- 2001: A Man of Substance (Kurzfilm)
- 2002: Die Sünden der Väter (Sins of the Father)
- 2002: Adventure Inc. – Jäger der vergessenen Schätze (Adventure Inc., Fernsehserie, 1 Folge)
- 2003: Defending Our Kids: The Julie Posey Story
- 2000: Missing – Verzweifelt gesucht (1-800-Missing, Fernsehserie, 1 Folge)
- 2004–2008: Renegadepress.com (Fernsehserie, 52 Folgen)
- 2005: Kojak (Fernsehserie, 1 Folge)
- 2005: Mayday – Katastrophenflug 52 (Mayday)
- 2006: Love Thy Neighbor
- 2007: Cold Case – Kein Opfer ist je vergessen (Cold Case, Fernsehserie, Folge 4x22 Cargo)
- 2008: Moonlight (Fernsehserie, Folge 1x13 Fated to Pretend)
- 2009: The Cleaner (Fernsehserie, 1 Folge)
- 2010–2011: Life Unexpected – Plötzlich Familie (Life Unexpected, Fernsehserie, 13 Folgen)
- 2010–2015: Lost Girl (Fernsehserie, 67 Folgen)
- 2011: Nikita (Fernsehserie, Folge 1x15 Alexandra)
- 2011: Locke & Key
- 2015: Orphan Black (Fernsehserie, 6 Folgen)
- 2015–2017: Turn: Washington’s Spies (Fernsehserie, 30 Folgen)
- 2016: Hope We Don’t Break Up (Kurzfilm)
- 2018: Die Simpsons (The Simpsons, Fernsehserie, Folge 30x06 From Russia Without Love)
- 2019–2020: Project Blue Book (Fernsehserie, 20 Folgen)

## Auszeichnungen
- Für ihr Engagement in Renegadepress.com wurde sie in 2005 sowie 2006 mit dem Gemini Award ausgezeichnet.
- 2011 erhielt sie für die Rolle in Lost Girl erneut einen Gemini-Award.